# Президентские выборы в Финляндии (1931)
Президентские выборы в Финляндии в 1931 проходили 15 и 16 января. В соответствии с тогдашней Конституцией Финляндии президент избирался коллегией из 300 выборщиков. Победу одержал кандидат от партии Национальная коалиция, премьер-министр Пер Эвинд Свинхувуд, основным конкурентом которого был первый президент Финляндии Стольберг, Каарло Юхо.

## Результаты голосования коллегии выборщиков
| Кандидат                                   | Партия                                  | 1 тур | 2 тур | 3 тур |
| ------------------------------------------ | --------------------------------------- | ----- | ----- | ----- |
| П. Э. Свинхувуд                            | Национальная коалиция (партия)          | 88    | 98    | 151   |
| К. Ю. Стольберг                            | Национальная прогрессивная партия       | 58    | 149   | 149   |
| К.Каллио                                   | Финляндский центр                       | 64    | 53    | -     |
| В.Таннер                                   | Социал-демократическая партия Финляндии | 90    | -     | -     |
| Источник: Управление Президента Республики |                                         |       |       |       |